# Simochromis diagramma
Simochromis diagramma är en fiskart som först beskrevs av Günther, 1894.  Simochromis diagramma ingår i släktet Simochromis och familjen Cichlidae. IUCN kategoriserar arten globalt som livskraftig. Inga underarter finns listade i Catalogue of Life.